# Novo Lino
Novo Lino è un comune del Brasile nello Stato dell'Alagoas, parte della mesoregione di Leste Alagoano e della microregione di Mata Alagoana.